# Falten (Textil)
Das Falten von Textilien umfasst sowohl das Zusammenlegen und die Pflege als auch gestalterische Aspekte. Während geordnete Falten erwünscht sind, ist das Entstehen von Verknitterungen unerwünscht.

## Legen und Entfernen von Falten
Das Legen, wie auch das Entfernen von Falten macht man mit dem Bügeleisen, neben der Hitze verstärkt Dämpfen den Effekt des Drucks. Die meisten Textilien werden gefaltet, um sie zu lagern. Die Ausmaße des Lagerorts, häufig eines Schranks, bestimmen dann die Art der Faltung. Die Hauswirtschaft beschäftigt sich auch mit dem rationellen Falten von Wäsche.
Tunnelfinisher dienen der fabrikmäßigen Entfernung von Falten.
Beim Bügeln bzw. Pressen entstehen je nach Kleidung beabsichtigte Bügelfalten. Diese sind bei vielen Beinkleidern üblich, jedenfalls bei Faltenröcken und Anzugshosen. Bei Hosen mit Bügelfalte gibt es pro Bein vorne und hinten eine Bügelfalte.

## Faltenwurf
Der Faltenwurf gehört zu den wichtigsten formgebenden Techniken der Herstellung und Drapierung von Bekleidung, aber auch der Gebrauchs- und Einrichtungstextilien, und beim Polstern.
Typisches gefälteltes Kleidungsstück ist der Faltenrock, wie er auch in vielen Trachten vorkommt.
Schmale, gepresste, gleichmäßig verlaufende Falten in Textilien werden als Plissee (frz. plissé) bezeichnet.
In der Dekoration und Innenarchitektur gibt es zahlreiche Fältelungs- und Faltenwurftechniken, etwa die Flämische Falte, oder das Faltrollo.